# Animátrix
A The Animatrix 2003-ban bemutatott amerikai–japán animációs tudományos fantasztikus antológiafilm, melyet a Wachowski testvérek készítettek. Kilenc animációs rövidfilmből áll, mely a később bemutatott Mátrix-trilógiát egészíti ki. A rövidfilmekből négyet a Wachowski testvérek írtak. A filmek részletezik a Mátrix világegyetem hátterét, ideértve az emberiség és a gépek közötti eredeti háborút, amely a titkos Mátrix létrehozásához vezetett.

## Történetek
Az antológia kilenc különböző technikával elkészített epizódból áll, melyek mind egy-egy érdekes részét mutatják meg a Mátrix világának. A második reneszánsz cselekménye és képi világa azonos, csupán a hosszabb történetet bontották két részre.

### Az Osiris utolsó útja
Az Osiris hajó legénységének az életébe pillanthatunk be, ahogyan megtudják, hogy egy fúró közeledik Zion felé, mely az emberiség végét jelentheti. Azonnal figyelmeztetni kell másokat a közeledő veszélyre.

### A második reneszánsz I. rész
A történet elmeséli, hogyan alakult ki a mesterséges intelligencia, hogyan tették a robotok jobbá az emberiség életét, majd fordultak teremtőik és gazdáik ellen.
Ez az epizód tele van történelmi és társadalmi utalásokkal. A film vizuálisan és tematikusan is reflektál valós eseményekre, köztük a Tienanmen téri vérengzésre. A jelenet, ahol egy robot szembeszáll a tankkal, emlékeztet a „Tank Man” ikonikus képére, ami a Tienanmen téri események egyik legismertebb szimbóluma.
A „Második reneszánsz” célja, hogy bemutassa a gépek és az emberek közötti konfliktus gyökereit, miközben párhuzamot von az emberiség történetének sötét időszakaival. Többek között ezek a motívumok figyelhetők meg:
- Polgári tüntetések és brutalitás: A tömeges demonstrációk leverése, a tüntetők elleni erőszak és a megtorlás jelenetei több történelmi eseményre, például a Tienanmen térre és más forradalmakra, felkelésekre utalnak.
- Rabszolgaság és diszkrimináció: A gépek elleni előítéletek és az erőszak a történelem során tapasztalt rasszizmusra és kisebbségi elnyomásra reflektál. A robotok úgy építik a várost, ahogyan az ókori rabszolgák dolgoztak Egyiptomban a piramisok építésénél.
- Totalitarizmus és propaganda: A háborús propagandát és az igazságok eltorzítását bemutató jelenetek a XX. századi diktatúrák módszereit idézik.

### A második reneszánsz II. rész
Miután az emberiség többi része nem volt hajlandó megosztani a bolygót az érző gépekkel, az ENSZ 2148-ban teljes nukleáris bombázást indít Zero One ellen, amely az egész nemzetet elpusztítja, de nem sikerül egyetlen csapással kiirtani őket, mivel a gépeket (korábbi uraikkal ellentétben) sokkal kevésbé károsította a sugárzás és a hő. Nem sokkal később a gépek megtorlásképpen hadat üzentek a világ többi részének; az emberiség egyenként adja fel az egyes területeit.
Ahogy a gépek előrenyomulnak Kelet-Európába, a kétségbeesett emberi vezetők a „Sötét Vihar Hadművelet” kódnevű végső megoldást indítják el, amely nanitokból álló lepelbe burkolja az eget, eltakarva a napot, hogy megfossza a gépeket a napenergiától, az elsődleges energiaforrásuktól. Ez elkerülhetetlenül a bioszféra teljes összeomlását is elindítja. A Sötét Vihar hadművelet megkezdődik, miközben bombázó repülőgépek perzselik az eget szerte a világon, az emberiség összes hadserege átfogó szárazföldi támadást indít a gépek ellen, hatalmas mech-ruhák, részecskesugaras fegyverek, EMP-eszközök, atomenergiával működő tankok, neutronbombák és számtalan rakétatüzérségi légió felhasználásával.
Egy időre a háború iránya az emberek javára fordul, és az eredeti humanoid robotok közül sokan elpusztulnak. Az emberi támadás előnye azonban fokozatosan megtorpan, mivel a gépek páratlan termelési- és technológiai képességei gyorsan felülmúlják az emberiségét. Egyre fejlettebb robotmodellek jelennek meg, amelyek már nem az egykori emberi gazdáik képére épülnek, hanem egyre inkább a Mátrix-filmek rovar-, pók- és fejlábú-szerű Őrzőkhöz hasonlítanak. A gépek készséges emberi támogatókat és tudatos emberi hadifoglyokat is kezdenek használni seregeik feltöltésére; ez a koncepció végül a fúzió forradalmi formájává fejlődött - emberi szövetségeseik és foglyaik bioelektromosságából származó energiával párosulva.
Ezzel az új és szinte korlátlan energiaforrással felfegyverkezve a gépek gyorsan legyőznek minden ellenállást, miközben az emberiség energiaforrásai és népessége fogyatkozik. Kétségbeesésükben az emberi vezetők elhasználják a megmaradt nukleáris fegyvereiket a gépi seregekkel harcoló erőik felett, mire a gépek biológiai hadviselési támadásokkal válaszolnak. A vezetőik tetteiből kiábrándulva az emberiség többi része megadja magát; annak ellenére, hogy vezetőik a háború folytatását követelik.
A 2180-as években teljesen legyőzött néhány megmaradt emberi kormány vezetője rájön, hogy nincs más választásuk, mint megadni magukat, vagy kockáztatni a teljes kihalást. Az Egyesült Nemzetek főhadiszállásán a Zéró One képviselője aláírja a megadás feltételeit, és kijelenti: „A testetek egy ereklye, egy egyszerű edény. Adjátok át a húsotokat, és egy új világ vár rátok. Követeljük.” Ezután a Zéró One képviselője felrobbant egy rejtett termonukleáris bombát önmagában, és elpusztítja a főhadiszállást, New York Cityt és az emberiség utolsó vezetőit.
A gépek teljes győzelmet aratnak, bár csak súlyos áldozatok árán, és egy kiégett, elpusztult világ urai maradnak. A háború végeztével a legyőzött, megmaradt emberek felé fordultak - a bioelektromos tartályaik technológiáját továbbfejlesztve hatalmas erőműveket építenek, amelyekben az embereket lényegében élő akkumulátorokká alakítják. Hogy foglyaikat nyugalomban tartsák, a gépek létrehozzák a Mátrix számítógép által generált virtuális valóságát, a virtuális világot egyenesen a foglyok agyába táplálják, és kitörlik korábbi életük minden emlékét, így létrehozva az első Mátrix prototípust.

### Kölyök története
Egy fiatal fiúnak különös álmai vannak. Egyre többször kérdőjelezi meg, hogy amiben él, az nem a valóság.
A Kölyök története az egyetlen olyan animációs rövidfilm az Animatrixban, amelyben Neo megjelenik. A történet a Mátrix és a Mátrix – Újratöltve közötti hat hónapos időszakban játszódik, ahol Neo csatlakozott a Nebuchadnezzar legénységéhez, és segít a lázadóknak kiszabadítani a többi embert a Mátrixból. Kid (Clayton Watson), akit korábban Michael Karl Popper néven ismertek, egy elégedetlen tinédzser, aki úgy érzi, valami nincs rendben a világgal. Egy éjszaka a Kölyök a számítógépén és egy internetes hacker chatszobában azt kérdezi, hogy miért érzi valóságosabbnak, amikor álmodik, mint amikor ébren van. Választ kap egy ismeretlen személytől (feltehetően Neótól), majd megkérdezi, hogy ki az, és hogy egyedül van-e.
Másnap az iskolában van, ahol szórakozottan Neo és a Trinity nevét firkálja be a füzetébe, és azt írja, hogy "szabadíts ki innen". A mobiltelefonján kap egy hívást Neótól, aki figyelmezteti, hogy egy csapat ügynök jön érte, és az egész gimnáziumban üldözik, míg végül a tetőn sarokba szorítják. Megerősíti Neóban való hitét, és leveti magát a tetőről és meghal. A Kölyök temetésén az emberek között ott van a tanára is, aki az iskola egy másik munkatársával beszélgetve azt mondja, hogy "ez nem a valóság, a valóság valahol máshol van". Azt is mondja, hogy a valóság ijesztő tud lenni a hozzá hasonló fiataloknak, és a Kölyök számára ez a világ bizonyára rideg és ijesztő volt, és most már egy jobb világban van.
A következő jelenet elhalványul, amikor a Kölyök felébred a való világban, és látja, hogy Neo és Trinity vigyáznak rá. Megjegyzik, hogy sikerült elérnie az "önfelébresztést" (külső segítség nélkül felébredni a Mátrixból), amit eddig lehetetlennek tartottak. Mind a jelenetben, mind a Mátrix újratöltve című filmben a Kölyök azt hiszi, hogy Neo mentette meg, de Neo azt mondja, hogy saját magát mentette meg. Az utolsó jelenetben a Kölyök utolsó kérdésére a hacker chatszobában azt a választ kapja, hogy "Nem vagy egyedül".

### A Program
Egy csalódott felszabadított emberről szól, aki inkább élne boldog hazugságban mint a nehéz igazságban.

### Világrekord
Egy sportoló mindenáron győzni akar, le akarja dönteni az őket akadályozó korlátokat. A rendszernek ez azonban nagyon nem tetszik.

### Hiba a rendszerben
Néhány fiatal egy macskát keresve egy elvarázsolt helyre érkezik. A környéken a Mátrix szimuláció hibásan működik, így sok természetfeletti eseménynek lesznek szemtanúi. Valójában azonban mindez csak programhiba.
A film egy tizenéves lányt, Yokót (Hedy Burress) követ, aki macskáját, Yukit keresi. Miközben a környéken kérdezősködik, ami valahol a Japánra hasonlító Mega Cityben van, találkozik egy csapat fiatal fiúval. Egyikük elmondja neki, hogy Yuki egy közeli kísértetházban van, ahol általában játszani szoktak.
A kísértetház egy régi, lepusztult épület, tele anomáliákkal, amelyekről kiderül, hogy a Mátrix hibái, és amelyekbe a gyerekek belebotlottak. Megtanulták, hogyan használják ki ezeket a saját szórakoztatásukra, több olyan területen keresztül, amelyek látszólag ellentmondanak a valós világ fizikájának. A fiúk olyan üvegpalackokkal játszanak, amelyek összetörés után újra összeállnak, és az épület közepén található nagy, nyitott térbe mennek, amely nulla gravitációs hatással bír. Eközben, miközben Yoko Yukit keresi az épületben, ő maga is találkozik néhány anomáliával. Végigmegy egy olyan területen, ahol a törött villanykörték rövid ideig villognak (ezalatt úgy tűnik, hogy épek), besétál egy szobába, ahol eső esik a napsütéses égből, és végigmegy egy folyosón, ahol széllökés jelenik meg és tűnik el. Végül kint találja Yukit egy betonjárdán, ahol olyan árnyékokat lát, amelyek nem egyeznek a fizikai eredetükkel. Yoko ezután csatlakozik a fiúkhoz a nyílt téren, ahol egy galambtollat lát, amely gyorsan forog a levegőben, és megtapasztalja a nulla gravitációt, ahogy lassan és biztonságosan a földre zuhan. Ő és a fiúk elkezdik használni a zéró gravitációs erőt arra, hogy lebegjenek, magasra ugorjanak és atlétikai mutatványokat hajtsanak végre a levegőben, valamint le tudnak szállni és zuhanni anélkül, hogy keményen a földhöz ütődnének. A hely eredendő furcsasága ellenére a csoportot ez nem zavarja, mivel jól érzik magukat, élvezik a rejtélyes anomáliát, amely szórakoztatónak bizonyul számukra.
A film során rövid szekvenciák mutatják, hogy az ügynökök tisztában vannak a Mátrixban lévő problémával, és egy teherautó is látható, amint a helyszín felé tart, hogy feltehetően a problémát kezelje. Éppen akkor érkezik, amikor a gyerekeknek gondjuk akad egy nagy csapat patkánnyal, és a teherautóból egy ügynök vezette rágcsálóirtó csapat bukkan fel. Az épületben, amikor Yoko újra megtalálja az eltűnt Yukit, még egy utolsó anomáliát lát, ahol kinyit egy ajtót, ami egy végtelen sötét űrbe vezet, mielőtt a rágcsálóirtók megtalálják. A csapat mindenkit kizavar az épületből. A történet akkor ér véget, amikor Yoko másnap visszatér a területre, és a helyszínt egy jellegtelen parkolóvá alakítva találja. Látja, hogy a fiúk sikertelenül próbálják megismételni a tegnapi bizarr eseményeket, és helyette valami más elfoglaltság után néznek.

### Detektívtörténet
Egy lecsúszott detektív egy Trinity nevű hacker után nyomoz.
A történet egy disztópikus jövőben játszódik, és egy magánnyomozót, Ash-t (James Arnold Taylor) követi, aki arról álmodott, hogy Sam Spade és Philip Marlowe keménykötésű karaktereinek nyomdokaiba lépjen, ám a nyomozói pályája leáldozott. Egy nap névtelen telefonhívást kap, hogy keressen meg egy "Trinity" (Carrie-Anne Moss) álnéven futó hackert. Ash keresni kezdi Trinity-t, és megtudja, hogy előtte már más nyomozók is kudarcot vallottak ugyanebben a feladatban: egy öngyilkos lett, egy eltűnt, egy pedig megőrült.
Végül Ash megtalálja Trinityt, miután rájön, hogy Lewis Carroll Alice Csodaországban című művéből vett mondatok és tények segítségével kell kommunikálnia. A nő találkozót javasol, és a férfi egy személyvonaton találja meg. Amikor találkozik vele, a lány eltávolít egy "bogarat" a szeméből, amelyet korábban az Ügynökök ültettek be neki egy "szemvizsgálat" során, amit Ash korábban álomnak hitt. Három ügynök jelenik meg, és megpróbálják elfogni a Trinity-t. Lövöldözésbe keverednek. Miközben ők ketten menekülni próbálnak, az egyik ügynök megpróbálja átvenni Ash testét, ami arra kényszeríti a Trinity-t, hogy lelője, hogy megakadályozza az ügynök megjelenését. Ash megsebesül, majd ő és a Trinity barátságosan búcsút vesznek egymástól. Trinity elmondja Ash-nek, hogy szerinte ő is tudott volna mit kezdeni az igazsággal, miközben kiugrik az ablakon és elmenekül. Az ügynökök beszállnak a kocsiba, ahol Ash-t találják, aki rájuk szegezi a fegyverét, miközben a másik irányba néz, és rágyújt egy cigarettára. Az ügynökök Ash felé fordulnak, aki, bár fegyvere van, valószínűleg meghal. Ebben a nyilvánvalóan nem megnyerhető helyzetben a film Ash soraival ér véget: "Egy ügy, amely véget vet minden ügynek", miközben kialszik az öngyújtója lángja.

### Az emberi Mátrix
A film egy föld feletti emberi lázadókból álló csoportról szól, akik ellenséges gépeket csalnak laboratóriumukba, hogy elfogják őket, és hozzákapcsolják azokat egy saját tervezésű "mátrixhoz". Ebben a mátrixban az emberek megpróbálják megtanítani az elfogott gépeket az emberiség néhány pozitív tulajdonságára, elsősorban az együttérzésre és az empátiára. A lázadók azt remélik, hogy ha egy gép egyszer önszántából megtér (ez a filmben tárgyalt kulcskérdés), egy "megvilágosodott" gép segíti majd Ziont, a Földet jelenleg uraló, gépvezérelt totalitarizmus elleni harcban.
A film azzal kezdődik, hogy az emberi nő, Alexa (Melinda Clarke) a tengert nézi, és az érkező gépeket figyeli, ahol két "futót", az egyik legintelligensebb robotot lát közeledni. Becsalja őket a laboratóriumba, ahol az egyik futót megöli egy átprogramozott robot, de a második futó megöli a robotot, mielőtt Alexa áramütést mérne rá. A lázadók beillesztik a futót a mátrixukba. A robot a rejtély, a rémület, a csodálkozás és az izgalom pillanatait éli át, aminek hatására azt hiszi, hogy érzelmi kötődése lehet Alexához.
A laboratóriumot azonban megtámadják az Őrszemek, melyeket a futó értesített még korábban. A lázadók lecsatlakoznak a mátrixukról, hogy más elfogott gépek segítségével megvédjék a főhadiszállásukat (ezt úgy jelzik, hogy az ellenséges gépek mechanikus szemei vörösek, az áttérteké pedig zöld). Alexa leválasztja az immár jóra vált futót, aki ezután megmenti őt egy géptől. A lázadók és a támadó gépek mindannyian meghalnak vagy megsemmisülnek, kivéve a futót. A robot a haldokló Alexát és önmagát is felcsatolja a lázadók mátrixába. Amikor Alexa rájön, hogy csapdába esett a mátrixban a futóval, elborzad, és az avatárja sikoltozva feloldódik, miközben a futó kilép a lázadók mátrixából, és egy halott Alexát lát maga előtt a való világban.
A film úgy ér véget, hogy a "megtért" futó kint áll a szabadban, miközben a tengert nézi, akárcsak a film elején Alexa.